# Brachyvatus bituberculata
Brachyvatus bituberculata är en skalbaggsart som först beskrevs av Guignot 1958.  Brachyvatus bituberculata ingår i släktet Brachyvatus och familjen dykare. Inga underarter finns listade i Catalogue of Life.